# 18-as busz (Dunaújváros)
A dunaújvárosi 18-as jelzésű autóbusz a Volán-telep - Vasútállomás - Bocskai utca - Római körút - Autóbusz-állomás - Vasútállomás - Volán-telep útvonalon közlekedik körjáratként. A járatot a Volánbusz üzemelteti.

## Közlekedése
Mindennap 30 percenként közlekedik. Vásári napokon a járatok 7:15 és 11:45 óra között a Vasmű Igazgatóságot is érintik.

## Útvonala
| Volán-telep → Vasútállomás → Bocskai utca → Római körút → Autóbusz-állomás → Vasútállomás → Volán-telep |
| --- |
| Volán-telep – Budai Nagy Antal út – Kandó Kálmán tér – Vasútállomás – Kandó Kálmán tér – Dózsa György út – Bocskai István utca – Bercsényi Miklós utca – Apáczai Csere János út – Martinovics Ignác utca – Római körút – Vasmű út – Építők útja – Szórád Márton út – Dózsa György út – Kandó Kálmán tér – Vasútállomás – Kandó Kálmán tér – Budai Nagy Antal út – Volán-telep |

## Megállóhelyei
| 0  | VOLÁN telep                  |                                                                 | KNYKK Zrt. |
| 1  | Vasútállomás                 |                                                                 | Dunaújváros |
| 3  | Kertváros                    | 32, 33, 40, 44, 45                                              | Százszorszép Óvoda, Lorántffy Zsuzsanna Szakközépiskola és Szakiskola |
| 5  | Bocskai utca                 | 4, 33, 40, 44, 45                                               | Dunaújvárosi Egyetem Semmelweis Kollégium, Kádár-völgyi Sportcentrum |
| 7  | Szilágyi Erzsébet Iskola     | 4, 33, 40, 44, 45                                               | Dunaújvárosi SZC Hild József Szakgimnáziuma, Szakközépiskolája és Szakiskolája, Aprók Háza Tagóvoda, Szilágyi Erzsébet Általános Iskola és Szakiskola                                                                                           |
| 10 | Közgazdasági Szakközépiskola | 3, 11, 24, 33, 35, 40, 45                                       | Gárdonyi Géza Általános Iskola, Dunaújvárosi SZC Rudas Közgazdasági Szakgimnáziuma és Kollégiuma, Intercisa, római kori katonaváros, kőtár és romkert, Móra Ferenc Általános Iskola és Egységes Gyógypedgógiai Módszertani Intézmény, Víztorony |
| 11 | Domanovszky tér              | 3, 11, 24, 33, 35, 40, 45                                       | Móra Ferenc Általános Iskola és Egységes Gyógypedgógiai Módszertani Intézmény |
| 12 | Liszt Ferenc kert            | 2, 3, 8, 11, 20, 22, 23, 24, 25, 29, 32, 33, 35, 40, 45         | József Attila Könyvtár, Munkásművelődési Központ, Dunaferr Szakközép- és Szakiskola Villamos Tagiskola, Petőfi Sándor Általános Iskola |
| 15 | Dózsa Mozi                   | 2, 3, 8, 11, 20, 22, 23, 24, 25, 29, 32, 33, 35, 40, 45         | Városháza, Kormányablak, Szent Pantaleon Kórház, Rendelőintézet, Intercisa Múzeum, Dózsa Mozicentrum, Móricz Zsigmond Általános Iskola, Nemzeti Adó- és Vámhivatal                                                                              |
| 16 | Ady Endre utca               | 2, 3, 8, 11, 20, 22, 23, 24, 25, 29, 32, 33, 35, 40, 45         | Dunaújvárosi Víz-, Csatorna- Hőszolgáltató Kft., Stadion |
| 18 | Autóbusz-állomás             | 2, 4, 8, 11, 20, 22, 23, 24, 25, 27, 29, 32, 33, 35, 40, 44, 45 | Helyközi autóbusz-állomás, Fabó Éva Sportuszoda, Aquantis Wellness- és Gyógyászati Központ, Vásárcsarnok, Dunaújvárosi Egyetem, Vasvári Pál Általános Iskola                                                                                    |
| 20 | Dózsa György út 60.          | 2, 4, 8, 11, 20, 22, 23, 24, 25, 27, 29, 32, 33, 35, 40, 44, 45 | Dunaújváros Áruház, Dunaújvárosi Egyetem, Széchenyi István Gimnázium és Kollégium, Dunaújvárosi SZC Kereskedelmi és Vendéglátóipari Szakgimnáziuma és Szakközépiskolája, Csillagvirág Óvoda                                                     |
| 22 | Kertváros                    | 32, 33, 40, 44, 45                                              | Százszorszép Óvoda, Lorántffy Zsuzsanna Szakközépiskola és Szakiskola |
| 24 | Vasútállomás                 |                                                                 | Dunaújváros |
| 26 | VOLÁN telep                  |                                                                 | KNYKK Zrt. |